# Offworld Trading Company
Offworld Trading Company — компьютерная игра в жанре стратегия реального времени, разработанная Mohawk Games и опубликованная Stardock. Игра была выпущена на Windows и OS X в апреле 2016 года.

## Игровой процесс
Offworld Trading Company — научно-фантастическая стратегия реального времени. Действие игры происходит на Марсе. В отличие от многих RTS, Offworld Trading Company не включает военные действия, вместо этого игроки должны победить их оппонентов через торговлю (в том числе, на чёрном рынке) и агрессивное приобретение.
Игрок выступает в качестве главы одной из четырёх компании, занимающейся добычей и поставкой природных ресурсов в человеческие колонии на Марсе и базы в астероидных полях. В начале игры необходимо выбрать место для размещения базы, дальнейшее расширение базы жёстко ограничено администрацией колонии. Время от времени в игре происходят аукционы, где разыгрываются дополнительные строительные участки, технологии или диверсии.
Игрок может сыграть в одиночную кампанию, состоящую из семи миссий, длящихся семь марсианских дней. Также разработчики ежедневно публикуют миссии-задания, с определёнными стартовыми условиями. Мультиплеерные матчи длятся 20-30 минут, с другими игроками и искусственным интеллектом.
Планета содержит залежи воды, железа, кремния, углерода (в русской локализации назван карбоном) и алюминия, неравномерно распределённые по игровой карте. Добытые в шахтах вещества дают начало различным производственным цепочкам, чей конечный продукт необходим для поддержания существования базы и торговли. С помощью научного центра можно получить доступ к технологиям, влияющим на производственную экономику
Цены на товары добывающих компаний меняются в реальном времени и зависят исключительно от спроса и предложения, но с помощью хакерских атак на биржевую систему можно кратковременно изменить цену на ресурс. В борьбе с другими компаниями игрок может купить блокирующий пакет их акций или организовать различные диверсии через чёрный рынок.

## Создание и выпуск
Игра создавалась в студии Сорена Джонсона Mohawk Games.
Выход игры в раннем доступе состоялся 12 февраля 2015 года.
В дальнейшем было выпущено шесть DLC, а с декабря 2016 года была введена поддержка пользовательских модификаций.
Игра смогла разойтись тиражом в 100 000 копий. Летом 2018 года, благодаря уязвимости в защите Steam Web API, стало известно, что точное количество пользователей сервиса Steam, которые играли в игру хотя бы один раз, составляет 499 550 человек.

## Саундтрек
Список композиций:
1. Red Planet Nocturne — 4:08
2. Welcome to Mars — 2:02
3. Martian Mining and Manufacturing — 4:10
4. Sea of Sirens — 1:34
5. For Happy Workers, Try Adrenaline Boosts! — 2:16
6. Roboto Agitato — 1:55
7. Look at All the Money — 4:02
8. Thinking Machines — 2:18
9. Hacker Array — 2:23
10. Assembly Lines — 2:21
11. Carbon Scrubbers — 1:41
12. Trade War — 2:56
13. Homeostasis — 3:47
14. Mule — 1:51
15. Bribery — 1:29
16. Brave New Planet — 4:21
17. Glass Furnace — 1:46
18. Martian Glassworks, Inc. — 1:41
19. Offworld Price Index — 1:28
20. Trickle-Down Economics — 2:13
21. Allegro for Hydroponic Systems — 3:44
22. Sunrise on Mars — 3:46
23. Sad Robot Lament — 1:39
24. Sabotage — 2:27
25. Magnetic Storm — 3:08
26. Ares Defense Industries — 2:26
27. Electronics Factory — 2:01
28. Emp — 1:40
29. Power Surge — 1:52
30. Hostile Takeover — 3:23

## Отзывы
| Сводный рейтинг       | Сводный рейтинг |
| Агрегатор             | Оценка          |
| --------------------- | --------------- |
| GameRankings          | 80,18 %         |
| Metacritic            | 79/100          |
| Иноязычные издания    |                 |
| Издание               | Оценка          |
| GameSpot              | 9/10            |
| IGN                   | 8,0/10          |
| PC Gamer (US)         | 88/100          |
| Русскоязычные издания |                 |
| Издание               | Оценка          |
| PlayGround.ru         | 9,0/10          |
| Riot Pixels           | 85 %            |
| «Игромания»           | 7,0/10          |
| «НИМ»                 | 7,9/10          |

Offworld Trading Company получила «в целом положительные» оценки от критиков на Metacritic.
К положительным сторонам игры игровые издания относили игровой процесс и саундтрек, к недостаткам — отсутствие сценариев и сложность игрового процесса.